# PHP-Nuke
PHP-Nuke – system zarządzania treścią bazujący na PHP i MySQL. Można go całkowicie kontrolować od strony przeglądarki WWW. Jest forkiem systemu newsów Thatware.
PHP-Nuke jest oparty na licencji GNU General Public License. Od wersji 7.5 (ostatniej wydanej przez Francisco Burzi) jest udostępniona za opłatą. PHP-Nuke 7.5 jest pierwszą wersją, za którą trzeba było zapłacić 10 dolarów. Jest to dozwolone w licencji GNU GPL (pod warunkiem udostępnienia kodu źródłowego), ale nabywca produktu posiada prawa do darmowego udostępnienia kodu źródłowego produktu. Opłata dotyczy tylko ostatniej wersji PHP-Nuke, poprzednie wersje można pobrać za darmo.
Obecnie dostępna wersja 8.2 jest ponownie bezpłatnie dostępna na oficjalnej stronie projektu.
Od wersji 5.6, ukazuje się stopka z prawami autorskimi na każdej stronie korzystającej z PHP-Nuke.